# الجبهة الديمقراطية لشعب إفريقيا الوسطى
الجبهة الديمقراطية لشعب جمهورية أفريقيا الوسطى (بالفرنسية: Front démocratique du peuple centrafricain)، هي ميليشيا مناهضة للحكومة في جمهورية أفريقيا الوسطى. هو أحد أهم الحركات المقاتلة في حرب جمهورية أفريقيا الوسطى الأهلية (2004-2007) وانضمت الجبهة فيما بعد لتحالف مليشيا سيليكا، والذي أطاح بالرئيس فرانسوا بوزيزيه في مارس 2013.
وقّعت الجبهة على اتفاق وقف إطلاق النار مع الحكومة في 2 فبراير 2007، وهو ما عُرِفَ باتفاق سرت، حيث تم في مدينة سرت الليبية، وكان هذا من أوائل اتفاقات وقف إطلاق النار اليي توقعها الحكومة مع المتمردين.
بعد سقوط الرئيس ميشيل جوتوديا أول رئيس مسلم للبلاد، فر عبد الله مسكين إلى الكاميرون وقُبِضَ عليه هناك في عام 2013، فقامت الجبهة باختطاف 26 شخصًا من كلا البلدين، منهم مواطن بولندي، للضغط على حكومة الكاميرون لإطلاق صراح عبد الله مسكين، وفي نوفمبر 2014، أطلقت حكومة الكاميرون سراح مسكين، وأطلقت الجبهة سراح الرهائن.

## هوامش
1. ↑  RFI 12-31.
2. ↑  Wikileaks 2008-12-03.
3. ↑  Christian Elion and Crispin Dembassa-Kette, "Cameroon frees Central African rebel chief in exchange for hostages", Reuters, 28 November 2014. نسخة محفوظة 22 أكتوبر 2015 على موقع واي باك مشين.